# Spårvägsreservat
Ett spårvägsreservat är en sträcka mark som är reserverad för ett eventuellt framtida behov av att bygga spårväg på platsen.
Tills ett eventuellt beslut är taget kan marken användas till andra ändamål. Vanligast är gång- och cykelbanor, bussgator, extra körfält på väg, markupplag eller liknande. Bygglov beviljas generellt inte.

## Exempel på spårvägsreservat

### Göteborg
- Björlandavägen, mellan Swedenborgsplatsen och Bjurslättsliden
- Tuvevägen, mellan Bäckedalen och Tuve kyrkväg
- Litteraturgatan, mellan Brunnsbotorget i Brunnsbo och Blå staden i Backa
- Norra Älvstranden, mellan Frihamnen och Eriksberg

Det är ingen slump att samtliga dessa områden ligger på Hisingen. När spårvägen i Göteborg var i sitt mest expansiva skede under 1960-talet, var det också stor inflyttning till Göteborg. Det var också då som miljonprogrammets bostäder började byggas. Man hade planer på att bygga stadsbana, men tills beslut var taget byggde man spårväg till miljonprogramområdena (Biskopsgården, Angered, Bergsjön, Västra Frölunda) men till de mindre områdena där bostäderna byggdes glesare var det osäkert hur byggandet skulle utvecklas. Därför planerade man in spårväg/stadsbana, men lade marken i reservat för en eventuell framtida byggnad. På Norra Älvstranden har man byggt bussgata på spårvägsreservatet tills vidare, delvis av samma anledning som på 1960-talet; Man vill vänta och se hur stort resandeunderlaget är under uppbyggnadsåren. (Den andra anledningen är att man inväntar byte av Göta Älvbro och vill därför inte investera i en provisorisk anslutning till spåren mot den nuvarande bron). Därför trafikerar man tills vidare med bl.a. stombussar, vilket anses vara den trafiktyp som kommer spårvagnar närmast kapacitetsmässigt.
- Utjordsgatan-Ränten, ett före detta spårvägsreservat, bygglov beviljades 2009 och hyreshus är nu uppförda på platsen som var tänkt för en del av stadsbanan Kortedala - Centrum. Anslutning till Kålltorpslinjen (3). Tunnel var tänkt genom Räntmästarberget.

### Stockholm
- Årstafältet, mellan Tvärbanans station Årstafältet via Östbergahöjden till Älvsjö station
- Hagsätra, i tunnelbanans förlängning, en bit mot Älvsjö (för tunnelbanans gröna linje).
- Kärringstan/Skarpnäcks trädgårdsstad från Skansbron till Skarpnäcks_civila_flygplats, reservatet upplöstes i början av 1990-talet